# Денгем (Міннесота)
Денгем (англ. Denham) — місто (англ. city) в США, в окрузі Пайн штату Міннесота. Населення — 37 осіб (2020).

## Географія
Денгем розташований за координатами 46°21′42″ пн. ш. 92°56′30″ зх. д. / 46.36167° пн. ш. 92.94167° зх. д. (46.361722, -92.941581).  За даними Бюро перепису населення США в 2010 році місто мало площу 3,42 км², уся площа — суходіл.

## Демографія
Згідно з переписом 2010 року, у місті мешкало 35 осіб у 15 домогосподарствах у складі 10 родин. Густота населення становила 10 осіб/км².  Було 25 помешкань (7/км²).
Расовий склад населення:
| - 91,4 % — білих |

До двох чи більше рас належало 8,6 %. Частка іспаномовних становила 0,0 % від усіх жителів.
За віковим діапазоном населення розподілялося таким чином: 22,9 % — особи молодші 18 років, 62,8 % — особи у віці 18—64 років, 14,3 % — особи у віці 65 років та старші. Медіана віку мешканця становила 48,5 року. На 100 осіб жіночої статі у місті припадало 66,7 чоловіків;  на 100 жінок у віці від 18 років та старших — 80,0 чоловіків також старших 18 років.
Середній дохід на одне домашнє господарство  становив 35 260 доларів США (медіана — 22 500), а середній дохід на одну сім'ю — 44 380 доларів (медіана — 43 750). За межею бідності перебувало 16,2 % осіб, у тому числі 33,3 % дітей у віці до 18 років та 0,0 % осіб у віці 65 років та старших.
Цивільне працевлаштоване населення становило 14 особи. Основні галузі зайнятості: будівництво — 28,6 %, освіта, охорона здоров'я та соціальна допомога — 21,4 %, науковці, спеціалісти, менеджери — 14,3 %, фінанси, страхування та нерухомість — 14,3 %.